# KRS-One
Ло́ренс Па́ркер (англ. Lawrence Parker), более известен под своим артистическим псевдонимом KRS-One (род. 20 августа 1965, Бронкс, Нью-Йорк) — американский MC и хип-хоп-продюсер. За свою карьеру выступал под псевдонимами Kris Parker, Blastmaster, Teacha и Philosopher. В 2008 году получил премию BET Awards за выдающийся вклад в развитие хип-хоп музыки и культуры.

## Биография

### Ранние годы
Паркер родился 20 августа 1965 года в Бронксе. В 14 лет он убежал из дома и жил в приюте для бездомных в Южном Бронксе. Там Паркер заинтересовался кришнаизмом, начал следовать этой вере и стал вегетарианцем. Соседи по приюту дали Паркеру прозвище «Кришна», от которого и произошёл его артистический псевдоним KRS-One (сокращённая форма от Krishna Number One или Kris Number One). KRS-One также стал его граффити-тегом. Позднее Паркер придумал бэкронимы «Knowledge Reigns Supreme Over Nearly Everyone» и «Knowledge Reigns Supreme Over Nearly Everybody».

### Boogie Down Productions
KRS-One начал свою музыкальную карьеру, основав вместе с диджеем Scott La Rock хип-хоп дуэт Boogie Down Productions. Дуэт начал писать музыку но был отвергнут радио-диджеями Mr. Magic и Marley Marl, что побудило KRS-One написать против них дисс, привёдший к началу так называемых «мостовых войн» (The Bridge Wars), в которых велись споры о родине хип-хопа. Вдобавок к этому, KRS нашёл оскорбительной песню «The Bridge», написанную протеже Марли Марла MC Shan. По мнению KRS-One песня содержала утверждение о том, что родиной хип-хопа был район Квинсбридж, однако MC Shan решительно отверг такую интерпретацию. Несмотря на это, KRS записал «South Bronx» — дисс на диджея. В ответ Shan выпустил композицию «Kill That Noise», на которую Boogie Down Productions ответили песней «The Bridge Is Over». Затем KRS-One под псевдонимом «The Blastmaster» дал концерт, нанёсший сокрушительный удар по MC Shan, после которого многие признали его поражение. По мнению многих, этот концерт был первой битвой между MC, в которой рэперы атаковали друг друга, вместо того, чтобы состязаться в том, кто больше заведёт толпу.
После этого Паркер и Скот Ла Рок создали рэп-группу Scott La Rock and the Celebrity Three, которая вскоре прекратила своё существование по причине того, что другие два участника покинули её ряды. После этого, Паркер и Ла Рок снова начали выступать под именем Boogie Down Productions, выпустив свой первый сингл «Success is the Word», который, однако, не имел коммерческого успеха.
В 1987 году Boogie Down Productions выпустили свой дебютный альбом Criminal Minded. На обложке альбома Паркер и Скот Ла Рок были изображены размахивающими пистолетами. Считается, что этим альбомом они установили стандарт для ныне популярных жанров хардкор- и гангста-рэпа. В конце 1987 года Скот Ла Рок был застрелен в ходе попытки выступить медиатором в конфликте между своим другом D-Nice (незадолго до того вошедшим в состав Boogie Down Productions) и нью-йоркскими хулиганами.
В этот период KRS-One ввёл в хип-хоп ямайский стиль, адаптировав мелодию, ранее популяризованную исполнителем и диджеем Yellowman. Хотя KRS-One использовал этот музыкальный стиль в более жёсткой и полемичной манере (в особенности в песне «Remix for P is Free»), его всё же следует признать одним из первых музыкантов, установивших связь между ямайской музыкой и американским хардкор-рэпом.
После убийства Ла Рока KRS продолжил проект Boogie Down Productions, выпустив в 1988 году альбом By All Means Necessary. К коллективу присоединились битбоксер D-Nice, рэпер Ms. Melodie (состоявшая в браке с KRS в период с 1988 по 1992 год), и младший брат KRS, диджей Кенни Паркер. В последующих альбомах тематика песен стала всё больше политической.
KRS-One был инициатором движения за прекращение насилия в негритянских общинах (Stop the Violence Movement), в поддержку которого он организовал запись сингла «Self Destruction» с участием многих известных MC. Он отказался от своего воинствующего имиджа «Blastmaster» и принял псевдоним «The Teacha».

### Сольная карьера

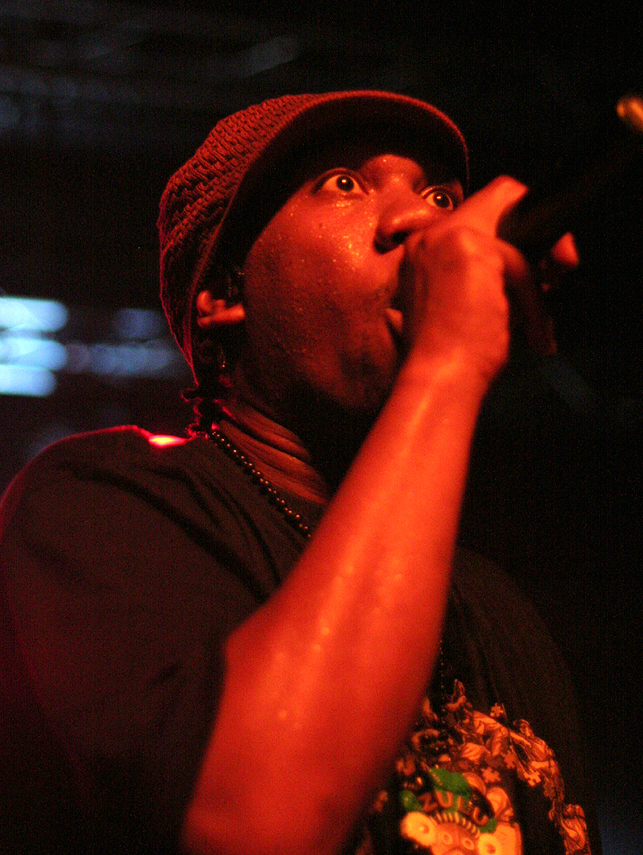
KRS-One в Бельгии в мае 2006 года.

После выпуска пяти альбомов с Boogie Down Productions, KRS-One решил начать сольную карьеру. Его первым сольным альбомом стал вышедший в 1993 году Return of the Boom Bap, который KRS-One записал вместе с продюсерами DJ Premier, Kid Capri и Showbiz (последний был автором трека «Sound of da Police»). Второй сольный альбом, KRS-One, вышел в свет в 1995 году. Группа Channel Live исполнила одну из песен, «Free Mumia», в которой критике подвергся активист движения за права чернокожих Делорес Такер. Другими известными приглашёнными исполнителями на альбомах KRS-One были Mad Lion, Баста Раймс, Das Efx и Fat Joe.
В 1991 году KRS-One появился на сингле группы R.E.M. «Radio Song», в том же году вышедшем на альбоме Out of Time. В 1992 году Брэдли Ноуэлл из группы Sublime записал акустическую композицию «KRS-One». В 1995 году KRS открыл молодую группу Channel Live и спродюсировал их альбом Station Identification.
В 1997 году KRS-One выпустил альбом I Got Next, поднявшийся до #3 в Billboard 200 и ставший самым коммерчески успешным альбомом его сольной карьеры. Главный сингл альбома «Step into a World (Rapture’s Delight)» содержал в себе семплы группы Blondie и сопровождался ремиксом с участием известного рэпера Паффа Дэдди.
В 1999 году KRS-One занял пост вице-президента департамента в Reprise Records, занимавшегося поиском новых артистов, и подготовил к выходу альбом Maximum Strength. Главный сингл альбома, «5 Boroughs», был издан на саундтреке фильма «Коррупционер». Однако, KRS-One отложил выход альбома и издал его только в 2008 году. В 2000 году KRS-One переехал на два года в Калифорнию, издав перед этим свой последний альбом для лейбла Jive Records — A Retrospective.
В 2001 году KRS-One оставил работу в Reprise Records и в последующие несколько лет выпустил серию альбомов (начиная с вышедшего в 2001 году на Koch Records The Sneak Attack). В 2002 году KRS-One записал альбом Spiritual Minded в стиле христианского хип-хопа, что стало большим сюрпризом для его фанатов — ведь ранее KRS-One объявил христианство «религией рабов и господ» и призывал афроамериканцев не следовать ему. В этот же период, KRS основал общественную организацию «Храм хип-хопа», целью которой была защита и пропагандирование культуры хип-хопа. В 2003 году KRS-One выпустил альбомы Kristyles и D.I.G.I.T.A.L., в 2004 году — Keep Right, а в 2006 году — Life.
Единственным из поздних альбомов KRS-One, привлёкшим значительное внимание, был Hip-Hop Lives (2007) записанный в сотрудничестве с другим ветераном хип-хопа Marley Marl в ответ на альбом рэпера Nas Hip-Hop Is Dead. Альбом получил положительные рецензии критиков, отметивших однако, что его выход был бы гораздо более интересен 20 лет назад (в период «мостовых войн» между двумя исполнителями).
В 2008 году KRS One и рэпер Buckshot объявили о начале совместной работы над новым альбомом. Первый сингл, «ROBOT», вышел в свет 5 мая 2009 года, а сам альбом — Survival Skills — 15 сентября того же года. Альбом поднялся до #62 в The Billboard 200 и был встречен положительными отзывами критиков. Стив Джуон с RapReviews.com дал альбому наивысшую оценку (10 из 10), объявив, что «Buckshot и KRS достигли выдающегося результата — альбома, в котором я не в состоянии найти ни единого изъяна».

## Награды
VH1
- 2004, VH1 Hip Hop Honors

BET Hip Hop Awards
- 2007, I am Hip Hop
- 2007, Lifetime Achievement

Urban Music Awards
- 2009, Living Legend Award

## Дискография
| Boogie Down Productions                | Год  |
| -------------------------------------- | ---- |
| Criminal Minded                        | 1987 |
| By All Means Necessary                 | 1988 |
| Ghetto Music: The Blueprint of Hip Hop | 1989 |
| Edutainment                            | 1990 |
| Live Hardcore Worldwide                | 1991 |
| Sex and Violence                       | 1992 |
| Сольные альбомы                        | Год  |
| Return of the Boom Bap                 | 1993 |
| KRS-One                                | 1995 |
| I Got Next                             | 1997 |
| A Retrospective                        | 2000 |
| The Sneak Attack                       | 2001 |
| Strickly for Da Breakdancers & Emceez  | 2001 |
| Spiritual Minded                       | 2002 |
| The Mix Tape                           | 2002 |
| Kristyles                              | 2003 |
| D.I.G.I.T.A.L.                         | 2003 |
| Keep Right                             | 2004 |
| Life                                   | 2006 |
| Adventures in Emceein                  | 2008 |
| Maximum Strength                       | 2008 |
| Back to the L.A.B.                     | 2010 |

| Альбомы, записанные в сотрудничестве | Группа/исполнитель | Год  |
| ------------------------------------ | ------------------ | ---- |
| Hip Hop Lives                        | Marley Marl        | 2007 |
| Survival Skills                      | Buckshot           | 2009 |
| Return of the Boom Bip               | DJ Premier         | 2010 |
| Royalty Check                        | Freddie Foxxx      | 2010 |
| It’s All Good                        | Greenie            | 2010 |
| Meta-Historical                      | True Master        | 2010 |
| Godsville                            | Showbiz            | 2011 |

## Фильмография
| Год  | Фильм                                      | Роль     |
| ---- | ------------------------------------------ | -------- |
| 1988 | Я достану тебя, ублюдок                    | KRS-One  |
| 1993 | Who's the Man?                             | Рашид    |
| 1997 | Subway Stories: Tales from the Underground | Продавец |
| 1997 | Rhyme & Reason                             | KRS-One  |
| 2000 | Boricua’s Bond                             |          |
| 2000 | Freestyle: The Art of Rhyme                | KRS-One  |
| 2002 | The Freshest Kids                          | KRS-One  |
| 2003 | 2Pac 4 Ever                                | нарратор |
| 2003 | Beef                                       | KRS-One  |
| 2003 | Hip-Hop Babylon 2                          | KRS-One  |
| 2003 | Soundz of Spirit                           | KRS-One  |
| 2003 | 5 Sides of a Coin                          | KRS-One  |
| 2003 | MuskaBeatz                                 | KRS-One  |
| 2004 | War on Wax: Rivalries In Hip-Hop           | KRS-One  |
| 2004 | The MC: Why We Do It                       | KRS-One  |
| 2004 | Beef II                                    | KRS-One  |
| 2004 | And You Don’t Stop: 30 Years of Hip-Hop    | KRS-One  |
| 2004 | Hip-Hop Honors                             | KRS-One  |
| 2004 | Keep Right                                 | KRS-One  |
| 2005 | Zoom Prout Prout                           | KRS-One  |
| 2006 | A Letter to the President                  | KRS-One  |
| 2008 | The Obama Deception                        | KRS-One  |
| 2009 | Good Hair                                  | KRS-One  |
| 2012 | Something from Nothing: The Art of Rap     | KRS-One  |